# مصطفى كريم (لاعب كرة قدم)
مصطفى كريم لاعب كرة قدم عراقي سابق، لعب ضمن صفوف المنتخب العراقي الأولمبي ثم انضم بعد ذلك الى المنتخب الأول يلعب في مركز المهاجم، لعب للنادي الإسماعيلي المصري، وانتقل بعدها ليلعب في نادي الشارقة في الإمارات العربية المتحدة، ثم انتقل إلى نادي السيلية الرياضي القطري.